# Disidentes soviéticos

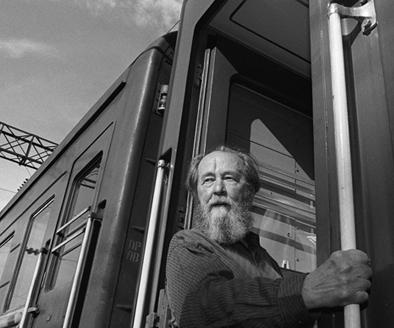
Aleksandr Solzhenitsyn.

Los disidentes soviéticos eran aquellos ciudadanos o grupos de la Unión Soviética que estaban en desacuerdo con las políticas y acciones de su gobierno y protestaron activamente contra ellas a través de medios no violentos. A través de estas protestas, las personas implicadas en dichas actividades sufrirían represalias tales como el hostigamiento, la persecución o finalmente el encarcelamiento, frecuentemente a manos de la NKVD o la KGB. 
Aunque el disenso con las políticas soviéticas y la persecución de esta disidencia existieron desde los tiempos de la Revolución de Octubre y el establecimiento del poder soviético, el término ha sido aplicado con mayor frecuencia a los disidentes de la etapa posterior a la época estalinista.[cita requerida]

## Para más información
- Medvedev, Roy Aleksandrovich y Ostellino, Piero. On Soviet Dissent, 1980. ISBN 0-231-04812-2. (en inglés)
- Horvath, Robert. The Legacy of Soviet Dissent: Dissidents, Democratisation and Radical Nationalism in Russia. 2005. ISBN 0-415-33320-2. (en inglés)
- Disidentes, Unión Soviética en Google Books.
- Nathans, Benjamin. To the Success of Our Hopeless Cause: The Many Lives of the Soviet Dissident Movement. Princeton University Press, 2024 ISBN 9780691117034
- Benjamin Nathans presents his book To the Success of Our Hopeless Cause: The Many Lives of the Soviet Dissident Movement. Aleksanteri Institute, University of Helsinki; 30 de octubre de 2024

- Datos: Q2528945
- Multimedia: Dissidents from the Soviet Union / Q2528945